# InterVarsity Press
InterVarsity Press (IVP) wurde 1947 durch den evangelikalen Studentenverband InterVarsity Christian Fellowship/USA gegründet als Arbeitszweig von InterVarsity zur Publikation christlicher Literatur, mit dem Ziel, der „Universität, der Kirche und der Welt zu dienen“ durch Veröffentlichung durchdachter christlicher Bücher, die „Menschen befähigen und ermutigen, Jesus als ihrem Retter und Herrn in ihrem ganzen Leben zu folgen.“ Der Verlag hat seinen Sitz in Downers Grove, Illinois.

## Geschichte
InterVarsity Press begann als Arbeitszweig  des IVCF, als „Campus ministry“. Zunächst importierte IVP Bücher von Inter-Varsity Press in Großbritannien. Dieser Verlag ist trotz des gleichlautenden Namens ein eigenständiger Verlag. IVPs erste Eigenpublikation war ein Bible study guide, Discovering the Gospel of Mark, der von einem Mitarbeiter der IVCF verfasst war und unter dem Namen von InterVarsity Christian Fellowship im akademischen Jahr 1943–1944 veröffentlicht wurde. 1947 wurde formal das Verlagsprogramm von IVP ins Leben gerufen, seither wurden Bücher unter dem Markennamen InterVarsity Press veröffentlicht.
1960 wurde die Redaktion von IVP von Havertown, Pennsylvania nach Chicago verlegt, wo die Büros der IVCF zu dieser Zeit angesiedelt waren. 1965 veröffentlichte IVP den ersten Bestseller, How to Give Away Your Faith von Paul Little. 1966 verlegte IVP seine Büros von Chicago nach Downers Grove, etwa 30 Meilen (45 Kilometer) westlich von Chicago.
1968 wurde Jim Nyquist Direktor und Jim Sire der erste Vollzeitmitarbeiter. Bald darauf begann IVP die Werke von Francis Schaeffer zu veröffentlichen, zu Beginn The God Who Is There. Im Verlauf der 1970er und 80er Jahre wurden viele der Hauptveröffentlichungen herausgegeben, unter anderen Knowing God von J. I. Packer (1973), The Singer von Calvin Miller (1975), The Fight von John White (1976), The Universe Next Door von James W. Sire (1976), Out of the Saltshaker von Rebecca Manley Pippert (1979) und A Long Obedience in the Same Direction von Eugene H. Peterson (1980).
1984 wurde Linda Doll Direktorin und im folgenden Jahr wurden die LifeGuide Bible Studies herausgebracht; heute sind über 10 Millionen Kopien verkauft. 1990 wurde Ken DeRuiter Executive Director und 1997, nach DeRuiters Pensionierung, übernahm Bob Fryling das Amt.
IVP hatte 1979 ein Lagerhaus und Versandzentrum im nahegelegenen Westmont gebaut. Im Januar 1995, nach 29 Jahren in Downers Grove verlegte IVP seine Büros in ein Gebäude im Anbau an das Versandzentrum. Heute hat InterVarsity Press fast 100 Mitarbeiter und veröffentlicht 90 bis 100 Titel pro Jahr. IVP hat mehr als tausend Bücher, Bibelstudienbücher und Traktate im Druck und versendet mehr als 2,3 Millionen Bücher pro Jahr.
2009 gewann IVP mehrere Theologos Awards.